# Rhynie Chert
Rhynie Chert es un yacimiento paleontológico de principios del Devónico, hace aproximadamente 410 millones de años, localizado en los alrededores de la ciudad escocesa de Rhynie. El yacimiento de Rhynie es considerado un Lagerstätte, un yacimiento en el que es posible encontrar un ecosistema casi completo e in situ gracias a la acción de agentes naturales que garantizaron su conservación, en este caso gracias a los sedimentos acumulados por la acción de manantiales ricos en sílice que se acumularon sobre las estructuras. Los especímenes del yacimiento de Rhynie han proporcionado valiosísima información para comprender las primeras etapas de colonización del medio terrestre. Aparecen entre los sedimentos ejemplos de las primeras plantas terrestres, hongos, algas, organismos similares a líquenes y diversos tipos de artrópodos con un nivel muy alto de detalle gracias a la naturaleza del material volcánico depositado. Los ejemplares quedaron conservados en una matriz de sílex, formada por depósitos de sílice que encapsuló las estructuras en posición tridimensional.

## El yacimiento

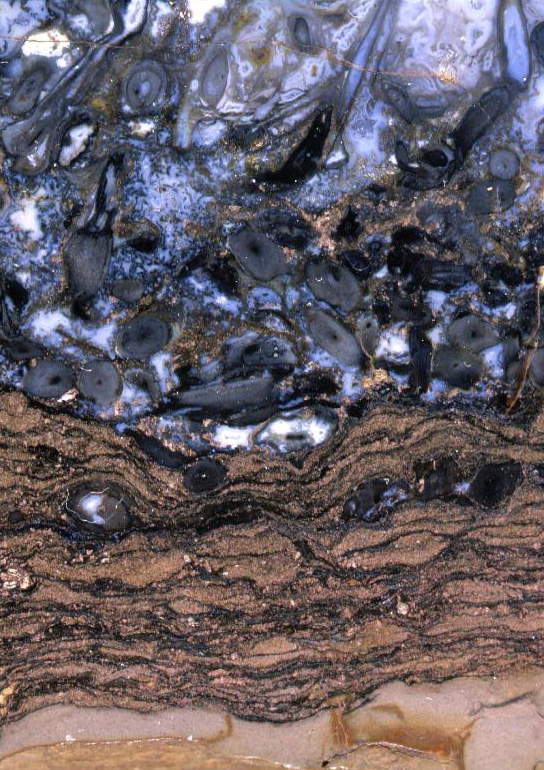

El yacimiento de Rhynie Chert está situado a 50 kilómetros al noroeste de la ciudad de Aberdeen al noreste de Escocia. Fue descubierto en 1912 cuando William Mackie se encontraba realizando estudios geológicos en la zona; los primeros trabajos desarrollados por Robert Kidston y William Henry Lang entre 1917 y 1921 pusieron de manifiesto la naturaleza peculiar del Lagerstätte. El yacimiento se encuentra distribuido en pequeñas áreas discretas repartidas por la superficie aunque se ha comprobado que el sedimento en el que se encuentran los fósiles se extiende unos 1.7 kilómetros alrededor del yacimiento. En profundidad es posible encontrar los sedimentos correspondientes al ecosistema unos 20 metros; el acúmulo de sales procedentes de las aguas termales era frecuentemente alterado por la erupción de geíseres cercanos. El ecosistema preservado en Rhynie era el de una llanura de inundación con pequeñas lagunas estacionales en un medio rico en aguas termales. Los seres vivos presentes colonizaban las zonas de aguas más bajas y zonas adyacentes hasta que periódicamente las aguas termales invadían la zona. El yacimiento comprende entre 408 y 360 millones de años atrás, en un clima tropical.

## Organismos presentes

### Cianobacterias
Son muchas las estructuras encontradas en Rhynie Chert que han sido identificadas como formadas por la actividad de cianobacterias, pero solo unas cuantas han podido ser determinadas al existir pruebas inequívocas de su naturaleza. Algunas de estas cianobacterias formaban estructuras similares a estromatolitos. Otras, las más habituales, formaban filamentos en los que ha sido posible identificar heterocistes y acinetos como en Archaeothrix contexta y Archaeothrix oscillatoriformi.

### Hongos
En Rhynie Chert es posible encontrar los ejemplos fósiles más antiguos conservados de hongos, con la salvedad de los hongos del yacimiento del norte de Rusia con 543 millones de años. Los hongos del yacimiento suelen tener hifas no septadas y grandes esporas con una delgada pared muy similares a las saprolegniales y peronosporales de la actualidad aunque sus relaciones filogenéticas son imprecisas.
Se han localizado ejemplo de hongos parásitos de plantas en el yacimiento, con especímenes de vegetales colonizados por hifas de hongo; muchos especímenes tienen relaciones de saprofitismo similares a las actuales tanto funcional como morfológicamente. Existen también ejemplos de hongos parásitos de otros hongos. Las interacciones hongo-planta en el yacimiento de Rhyna son difíciles de demostrar. En Palaeonitella, una carofita del yacimiento, es normal que las zonas internodales midan alrededor de 55 micrómetros de diámetro, se ha localizado zonas internodales colonizadas por el talo de un hongo llamado Krispiromyces que medían más de 200 micrómetros de diámetro, indicando una posible relación parásita. El hongo Milleromyces rhyniensis también es un parásito de Palaeonitella, gracias al pequeño tamaño de este hongo ha sido posible observar todas sus fases vitales en la planta incluidos pequeños gránulos oscuros en el interior de sus células y unos zoosporangios papilares de pequeño tamaño que atraviesan la pared celular para liberar sus esporas.
Glomites rhyniensis es un hongo formador de endomicorrizas presentes en las raíces aéreas y subterráneas de la planta Aglaophyton formando micorrizas arbusculares en las células del sistema axial con la excepción de los meristemos. Morfológicamente la relación existente entre este hongo y los vegetales de Rhynia es similar a la que aún hoy es posible encontrar en helechos de los géneros Pteridium y Ophioglossum con sus simbiontes.
Varias especies de hongos presentes han sido identificadas como pertenecientes a los Chytridiomycota, hongos acuáticos. Estos hongos, Palaeoblastocladia milleri, Milleromyces rhyniensis y Lyonomyces pyriformis, vivían de forma saprobia sobre otras especies vegetales, especialmente sobre Aglaophyton major y Palaeonitella cranii.

### Líquenes
Varios hongos zygomycetes han sido localizados asociados a cianobacterias en estructuras similares a líquenes. Las simbiosis liquénicas actuales por el contrario suelen tener como micobionte o simbionte fúngico a especies de Ascomycotas y sólo un liquen, Geosiphon, incluye a un zygomycota.
Se ha identificado como liquen en Rhynie a la especie Winfrenatia reticulata que forma talos laminares de bordes irregulares. En la superficie de esta el micobionte, que no ha podido ser identificado, forma depresiones limitadas por crestas en cuyo fondo se situaba una cianobacteria cocoidea asociada a las hifas fúngicas. Un segundo fotobionte filamentoso formaba el cortex del talo.

### Vegetales

#### Clorofitas
Las clorofilas son un grupo con un registro fósil bastante conocido, destacan los acritarcos del yacimiento de Ediacara. En Rhynie las dos especies descubiertas, Mackiella rotunda y Rhynchertia punctata comparten estructura filamentosa y presencia de cuerpos extraños en el interior de sus células que han sido identificados como estructuras reproductoras.

#### Carofitas
Las carofitas son las más estructuradas de las algas verdes. Normalmente se las relaciona con las primeras plantas que pudieron colonizar el medio terrestre. Palaeonitella cranii tiene una estructura similar a las carofitas conocidas en la actualidad con un talo acuático erecto ramificado verticiladamente en los nudos.

#### Plantas superiores

Representación de las seis plantas terrestres presentes en Rhynie Chert. A. Rhynia gwynne-vaughanii B. Aglaophyton major C. Ventarura lyonii D. Asteroxylon mackiei E. Horneophyton lignieri F. Nothia aphylla.

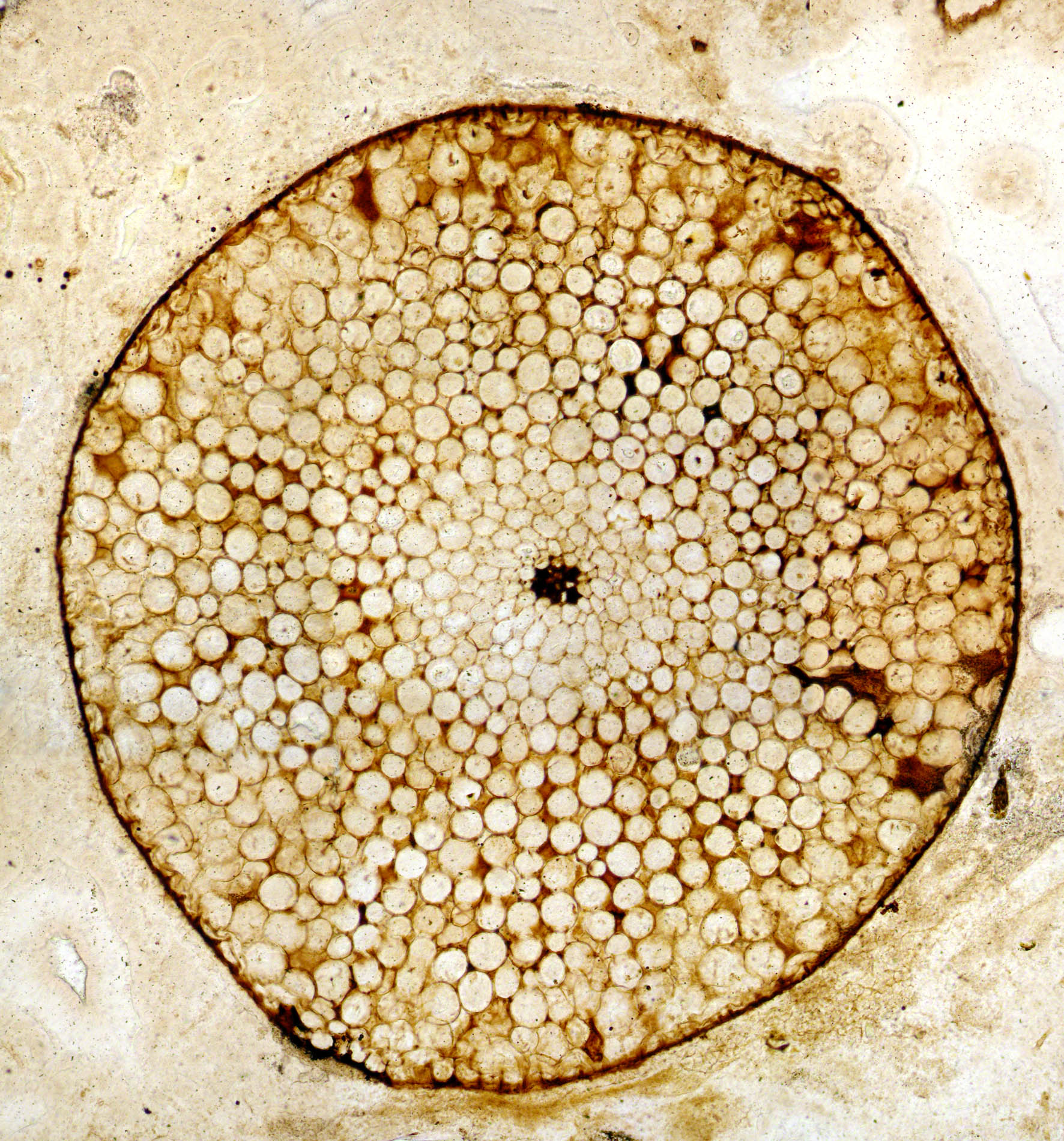
Sección de un tallo de Rhynia, mostrando la estructura de la estela.

Rhynia gwynne-vaughanii, las primeras investigaciones en Rhynie Chert permitieron describir un género de plantas característico, Rhynia (orden Rhyniales), con dos especies Rhynia gwynne-vaughanii y Rhynia major (40-50 cm x 6mm) ambas con un rizoma subterráneo y tallos aéreos dicótomos de sección circular, carecen totalmente de hojas o raíces aunque tenían rizoides para la absorción. La segunda de estas especies Rhinia major fue posteriormente renombrada como Aglaophyton major tras estudios más profundos. El sistema conductor de Rhynia gwynne-vaughanii es muy simple, constando de un simple vaso de traqueidas en posición central rodeado de un floema con vasos conductores de sección oblicua en una sola capa. Los esporangios fusiformes se encontraban localizados en el extremo de la ramas terminales. Rhynia poseía estructuras similares a raíces, aunque no raíces verdaderas, que le permitían anclarse al sustrato, y carecían de hojas. El talo de Rhynia posee una única capa de tejido vascular en estructura protostela; todas estas características hacen a las especies de Rhynia similares a los actuales Psilotum, con quienes se han emparentado a menudo; muchos investigadores sin embargo consideran que el amplio lapso de tiempo transcurrido, 300 millones de años, del que no poseemos registro fósil apuntaría a un origen más reciente de Psilotum, quizás desde Filicopsida.
Asteroxylon mackiei otra especie presente en Rhinie Chert, fue localizada en peor estado de conservación que las especies de los otros géneros, los fósiles fragmentarios impidieron la reconstrucción de esta especie con tanta fidelidad. Se deduce de las muestras que la planta poseía un rizoma horizontal y tallos erectos. El sistema vascular contaba de una serie de traqueidas engrosadas rodeadas de floema; en las partes aéreas esta estructura de transporte tenía forma estrellada con cinco lóbulos.
Horneophyton lignieri, es una planta de unos 20 centímetros con tallos aéreos con ramificación dicótoma y esporangios terminales con columela central que recuerdan a los esporangios de los antoceros salvo con la excepción de que los de la especie extinta suelen estar ramificados como los tallos. Difieren de Rhynia en la estructura de su rizoma que en el caso de Horneophyton es grueso, similar a un tubérculo alargado. Entre las células del parénquima de los rizomas se localizaban hifas de un hongo en lo que se cree que eran endomicorrizas. El esporangio era similar a Rhynia pero poseía una columela central que se continuaba con el floema del tallo. Estas estructuras hacen pensar en que la evolución de estos esporangios tuvo lugar por la modificación de los tallos alrededor de las estructuras productoras de esporas. Otras especies presentes de estructura similar a las anteriores son Trichopherophyton teuchansii, Ventarura lyonii o Nothia aphylla. Las convergencias evolutivas de estos géneros, es decir la similar estructura en forma de rizomas rastreros y talos erectos delgados, indica algún tipo de adaptación en estas plantas. Probablemente la reducción de las superficies trranspirantes tenga relación con el crecimiento en ambientes xerófitos o en atmósferas cargadas de gases como parecía suceder en Rhinie Chert aunque no explica la similitud en la estructura de los esporangios.

### Artrópodos
En el yacimiento se han identificado arácnidos como Palaeocharinus rhyniensis, Palaeocharinus hornei, Palaeocharinus tuberculatus o Palaeocteniza crassipes, crustáceos como Lepidocaris rhyniensis o Castracollis wilsonae, miriápodos como Crussolum sp. o Leverhulmia mariae, hexápodos como Rhyniella praecursor, un colémbolo de 1 a 5 milímetros de longitud emparentado con los modernos Neanuridae o Isotomidae, o ácaros como Protacarus crani, Protospeleorchestes pseudoprotacarus, Pseudoprotacarus scoticus, Palaeotydeus devonicus o Paraprotocarus hirsti.
En el yacimiento se localizaron unas mandíbulas identificadas como correspondientes al primer insecto, Rhyniognatha hirsti, Los restos de este insecto localizados en la matriz de sílex fueron un par de mandíbulas asociadas a tejidos no identificados; estas mandíbulas, cortas y triangulares son similares a las de un grupo de insectos, los Metapterigota; la pertenencia de Rhyniognata a este grupo implicaría la posesión de alas 80 millones de años antes de los que se creía.